# Медија план
Медија план (енгл. media plan) подразумева прецизно направљене распореде коришћења услуга разних медија (телевизија, радио, штампа), ради квалитетне и одговарајуће рекламне кампање и презентације одређене врсте медијског догађаја.